# 1660
Portal Geschichte | Portal Biografien | Aktuelle Ereignisse | Jahreskalender | Tagesartikel

◄ |
16. Jahrhundert |
17. Jahrhundert
| 18. Jahrhundert | ►

◄ |
1630er |
1640er |
1650er |
1660er
| 1670er | 1680er | 1690er | ►

◄◄ |
◄ |
1656 |
1657 |
1658 |
1659 |
1660
| 1661 | 1662 | 1663 | 1664 | ► | ►►
Staatsoberhäupter  · Nekrolog  · Literaturjahr · Musikjahr
| Januar | Januar | Januar | Januar | Januar | Januar | Januar | Januar |
| Kw     | Mo     | Di     | Mi     | Do     | Fr     | Sa     | So     |
| ------ | ------ | ------ | ------ | ------ | ------ | ------ | ------ |
| 1      |        |        |        | 1      | 2      | 3      | 4      |
| 2      | 5      | 6      | 7      | 8      | 9      | 10     | 11     |
| 3      | 12     | 13     | 14     | 15     | 16     | 17     | 18     |
| 4      | 19     | 20     | 21     | 22     | 23     | 24     | 25     |
| 5      | 26     | 27     | 28     | 29     | 30     | 31     |        |

| Februar | Februar | Februar | Februar | Februar | Februar | Februar | Februar |
| Kw      | Mo      | Di      | Mi      | Do      | Fr      | Sa      | So      |
| ------- | ------- | ------- | ------- | ------- | ------- | ------- | ------- |
| 5       |         |         |         |         |         |         | 1       |
| 6       | 2       | 3       | 4       | 5       | 6       | 7       | 8       |
| 7       | 9       | 10      | 11      | 12      | 13      | 14      | 15      |
| 8       | 16      | 17      | 18      | 19      | 20      | 21      | 22      |
| 9       | 23      | 24      | 25      | 26      | 27      | 28      | 29      |

| März | März | März | März | März | März | März | März |
| Kw   | Mo   | Di   | Mi   | Do   | Fr   | Sa   | So   |
| ---- | ---- | ---- | ---- | ---- | ---- | ---- | ---- |
| 10   | 1    | 2    | 3    | 4    | 5    | 6    | 7    |
| 11   | 8    | 9    | 10   | 11   | 12   | 13   | 14   |
| 12   | 15   | 16   | 17   | 18   | 19   | 20   | 21   |
| 13   | 22   | 23   | 24   | 25   | 26   | 27   | 28   |
| 14   | 29   | 30   | 31   |      |      |      |      |

| April | April | April | April | April | April | April | April |
| Kw    | Mo    | Di    | Mi    | Do    | Fr    | Sa    | So    |
| ----- | ----- | ----- | ----- | ----- | ----- | ----- | ----- |
| 14    |       |       |       | 1     | 2     | 3     | 4     |
| 15    | 5     | 6     | 7     | 8     | 9     | 10    | 11    |
| 16    | 12    | 13    | 14    | 15    | 16    | 17    | 18    |
| 17    | 19    | 20    | 21    | 22    | 23    | 24    | 25    |
| 18    | 26    | 27    | 28    | 29    | 30    |       |       |

| Mai | Mai | Mai | Mai | Mai | Mai | Mai | Mai |
| Kw  | Mo  | Di  | Mi  | Do  | Fr  | Sa  | So  |
| --- | --- | --- | --- | --- | --- | --- | --- |
| 18  |     |     |     |     |     | 1   | 2   |
| 19  | 3   | 4   | 5   | 6   | 7   | 8   | 9   |
| 20  | 10  | 11  | 12  | 13  | 14  | 15  | 16  |
| 21  | 17  | 18  | 19  | 20  | 21  | 22  | 23  |
| 22  | 24  | 25  | 26  | 27  | 28  | 29  | 30  |
| 23  | 31  |     |     |     |     |     |     |

| Juni | Juni | Juni | Juni | Juni | Juni | Juni | Juni |
| Kw   | Mo   | Di   | Mi   | Do   | Fr   | Sa   | So   |
| ---- | ---- | ---- | ---- | ---- | ---- | ---- | ---- |
| 23   |      | 1    | 2    | 3    | 4    | 5    | 6    |
| 24   | 7    | 8    | 9    | 10   | 11   | 12   | 13   |
| 25   | 14   | 15   | 16   | 17   | 18   | 19   | 20   |
| 26   | 21   | 22   | 23   | 24   | 25   | 26   | 27   |
| 27   | 28   | 29   | 30   |      |      |      |      |

| Juli | Juli | Juli | Juli | Juli | Juli | Juli | Juli |
| Kw   | Mo   | Di   | Mi   | Do   | Fr   | Sa   | So   |
| ---- | ---- | ---- | ---- | ---- | ---- | ---- | ---- |
| 27   |      |      |      | 1    | 2    | 3    | 4    |
| 28   | 5    | 6    | 7    | 8    | 9    | 10   | 11   |
| 29   | 12   | 13   | 14   | 15   | 16   | 17   | 18   |
| 30   | 19   | 20   | 21   | 22   | 23   | 24   | 25   |
| 31   | 26   | 27   | 28   | 29   | 30   | 31   |      |

| August | August | August | August | August | August | August | August |
| Kw     | Mo     | Di     | Mi     | Do     | Fr     | Sa     | So     |
| ------ | ------ | ------ | ------ | ------ | ------ | ------ | ------ |
| 31     |        |        |        |        |        |        | 1      |
| 32     | 2      | 3      | 4      | 5      | 6      | 7      | 8      |
| 33     | 9      | 10     | 11     | 12     | 13     | 14     | 15     |
| 34     | 16     | 17     | 18     | 19     | 20     | 21     | 22     |
| 35     | 23     | 24     | 25     | 26     | 27     | 28     | 29     |
| 36     | 30     | 31     |        |        |        |        |        |

| September | September | September | September | September | September | September | September |
| Kw        | Mo        | Di        | Mi        | Do        | Fr        | Sa        | So        |
| --------- | --------- | --------- | --------- | --------- | --------- | --------- | --------- |
| 36        |           |           | 1         | 2         | 3         | 4         | 5         |
| 37        | 6         | 7         | 8         | 9         | 10        | 11        | 12        |
| 38        | 13        | 14        | 15        | 16        | 17        | 18        | 19        |
| 39        | 20        | 21        | 22        | 23        | 24        | 25        | 26        |
| 40        | 27        | 28        | 29        | 30        |           |           |           |

| Oktober | Oktober | Oktober | Oktober | Oktober | Oktober | Oktober | Oktober |
| Kw      | Mo      | Di      | Mi      | Do      | Fr      | Sa      | So      |
| ------- | ------- | ------- | ------- | ------- | ------- | ------- | ------- |
| 40      |         |         |         |         | 1       | 2       | 3       |
| 41      | 4       | 5       | 6       | 7       | 8       | 9       | 10      |
| 42      | 11      | 12      | 13      | 14      | 15      | 16      | 17      |
| 43      | 18      | 19      | 20      | 21      | 22      | 23      | 24      |
| 44      | 25      | 26      | 27      | 28      | 29      | 30      | 31      |

| November | November | November | November | November | November | November | November |
| Kw       | Mo       | Di       | Mi       | Do       | Fr       | Sa       | So       |
| -------- | -------- | -------- | -------- | -------- | -------- | -------- | -------- |
| 45       | 1        | 2        | 3        | 4        | 5        | 6        | 7        |
| 46       | 8        | 9        | 10       | 11       | 12       | 13       | 14       |
| 47       | 15       | 16       | 17       | 18       | 19       | 20       | 21       |
| 48       | 22       | 23       | 24       | 25       | 26       | 27       | 28       |
| 49       | 29       | 30       |          |          |          |          |          |

| Dezember | Dezember | Dezember | Dezember | Dezember | Dezember | Dezember | Dezember |
| Kw       | Mo       | Di       | Mi       | Do       | Fr       | Sa       | So       |
| -------- | -------- | -------- | -------- | -------- | -------- | -------- | -------- |
| 49       |          |          | 1        | 2        | 3        | 4        | 5        |
| 50       | 6        | 7        | 8        | 9        | 10       | 11       | 12       |
| 51       | 13       | 14       | 15       | 16       | 17       | 18       | 19       |
| 52       | 20       | 21       | 22       | 23       | 24       | 25       | 26       |
| 53       | 27       | 28       | 29       | 30       | 31       |          |          |

| Januar | Januar | Januar | Januar | Januar | Januar | Januar | Januar |
| Kw     | Mo     | Di     | Mi     | Do     | Fr     | Sa     | So     |
| ------ | ------ | ------ | ------ | ------ | ------ | ------ | ------ |
| 1      |        |        |        | 1      | 2      | 3      | 4      |
| 2      | 5      | 6      | 7      | 8      | 9      | 10     | 11     |
| 3      | 12     | 13     | 14     | 15     | 16     | 17     | 18     |
| 4      | 19     | 20     | 21     | 22     | 23     | 24     | 25     |
| 5      | 26     | 27     | 28     | 29     | 30     | 31     |        |

| Februar | Februar | Februar | Februar | Februar | Februar | Februar | Februar |
| Kw      | Mo      | Di      | Mi      | Do      | Fr      | Sa      | So      |
| ------- | ------- | ------- | ------- | ------- | ------- | ------- | ------- |
| 5       |         |         |         |         |         |         | 1       |
| 6       | 2       | 3       | 4       | 5       | 6       | 7       | 8       |
| 7       | 9       | 10      | 11      | 12      | 13      | 14      | 15      |
| 8       | 16      | 17      | 18      | 19      | 20      | 21      | 22      |
| 9       | 23      | 24      | 25      | 26      | 27      | 28      | 29      |

| März | März | März | März | März | März | März | März |
| Kw   | Mo   | Di   | Mi   | Do   | Fr   | Sa   | So   |
| ---- | ---- | ---- | ---- | ---- | ---- | ---- | ---- |
| 10   | 1    | 2    | 3    | 4    | 5    | 6    | 7    |
| 11   | 8    | 9    | 10   | 11   | 12   | 13   | 14   |
| 12   | 15   | 16   | 17   | 18   | 19   | 20   | 21   |
| 13   | 22   | 23   | 24   | 25   | 26   | 27   | 28   |
| 14   | 29   | 30   | 31   |      |      |      |      |

| April | April | April | April | April | April | April | April |
| Kw    | Mo    | Di    | Mi    | Do    | Fr    | Sa    | So    |
| ----- | ----- | ----- | ----- | ----- | ----- | ----- | ----- |
| 14    |       |       |       | 1     | 2     | 3     | 4     |
| 15    | 5     | 6     | 7     | 8     | 9     | 10    | 11    |
| 16    | 12    | 13    | 14    | 15    | 16    | 17    | 18    |
| 17    | 19    | 20    | 21    | 22    | 23    | 24    | 25    |
| 18    | 26    | 27    | 28    | 29    | 30    |       |       |

| Mai | Mai | Mai | Mai | Mai | Mai | Mai | Mai |
| Kw  | Mo  | Di  | Mi  | Do  | Fr  | Sa  | So  |
| --- | --- | --- | --- | --- | --- | --- | --- |
| 18  |     |     |     |     |     | 1   | 2   |
| 19  | 3   | 4   | 5   | 6   | 7   | 8   | 9   |
| 20  | 10  | 11  | 12  | 13  | 14  | 15  | 16  |
| 21  | 17  | 18  | 19  | 20  | 21  | 22  | 23  |
| 22  | 24  | 25  | 26  | 27  | 28  | 29  | 30  |
| 23  | 31  |     |     |     |     |     |     |

| Juni | Juni | Juni | Juni | Juni | Juni | Juni | Juni |
| Kw   | Mo   | Di   | Mi   | Do   | Fr   | Sa   | So   |
| ---- | ---- | ---- | ---- | ---- | ---- | ---- | ---- |
| 23   |      | 1    | 2    | 3    | 4    | 5    | 6    |
| 24   | 7    | 8    | 9    | 10   | 11   | 12   | 13   |
| 25   | 14   | 15   | 16   | 17   | 18   | 19   | 20   |
| 26   | 21   | 22   | 23   | 24   | 25   | 26   | 27   |
| 27   | 28   | 29   | 30   |      |      |      |      |

| Juli | Juli | Juli | Juli | Juli | Juli | Juli | Juli |
| Kw   | Mo   | Di   | Mi   | Do   | Fr   | Sa   | So   |
| ---- | ---- | ---- | ---- | ---- | ---- | ---- | ---- |
| 27   |      |      |      | 1    | 2    | 3    | 4    |
| 28   | 5    | 6    | 7    | 8    | 9    | 10   | 11   |
| 29   | 12   | 13   | 14   | 15   | 16   | 17   | 18   |
| 30   | 19   | 20   | 21   | 22   | 23   | 24   | 25   |
| 31   | 26   | 27   | 28   | 29   | 30   | 31   |      |

| August | August | August | August | August | August | August | August |
| Kw     | Mo     | Di     | Mi     | Do     | Fr     | Sa     | So     |
| ------ | ------ | ------ | ------ | ------ | ------ | ------ | ------ |
| 31     |        |        |        |        |        |        | 1      |
| 32     | 2      | 3      | 4      | 5      | 6      | 7      | 8      |
| 33     | 9      | 10     | 11     | 12     | 13     | 14     | 15     |
| 34     | 16     | 17     | 18     | 19     | 20     | 21     | 22     |
| 35     | 23     | 24     | 25     | 26     | 27     | 28     | 29     |
| 36     | 30     | 31     |        |        |        |        |        |

| September | September | September | September | September | September | September | September |
| Kw        | Mo        | Di        | Mi        | Do        | Fr        | Sa        | So        |
| --------- | --------- | --------- | --------- | --------- | --------- | --------- | --------- |
| 36        |           |           | 1         | 2         | 3         | 4         | 5         |
| 37        | 6         | 7         | 8         | 9         | 10        | 11        | 12        |
| 38        | 13        | 14        | 15        | 16        | 17        | 18        | 19        |
| 39        | 20        | 21        | 22        | 23        | 24        | 25        | 26        |
| 40        | 27        | 28        | 29        | 30        |           |           |           |

| Oktober | Oktober | Oktober | Oktober | Oktober | Oktober | Oktober | Oktober |
| Kw      | Mo      | Di      | Mi      | Do      | Fr      | Sa      | So      |
| ------- | ------- | ------- | ------- | ------- | ------- | ------- | ------- |
| 40      |         |         |         |         | 1       | 2       | 3       |
| 41      | 4       | 5       | 6       | 7       | 8       | 9       | 10      |
| 42      | 11      | 12      | 13      | 14      | 15      | 16      | 17      |
| 43      | 18      | 19      | 20      | 21      | 22      | 23      | 24      |
| 44      | 25      | 26      | 27      | 28      | 29      | 30      | 31      |

| November | November | November | November | November | November | November | November |
| Kw       | Mo       | Di       | Mi       | Do       | Fr       | Sa       | So       |
| -------- | -------- | -------- | -------- | -------- | -------- | -------- | -------- |
| 45       | 1        | 2        | 3        | 4        | 5        | 6        | 7        |
| 46       | 8        | 9        | 10       | 11       | 12       | 13       | 14       |
| 47       | 15       | 16       | 17       | 18       | 19       | 20       | 21       |
| 48       | 22       | 23       | 24       | 25       | 26       | 27       | 28       |
| 49       | 29       | 30       |          |          |          |          |          |

| Dezember | Dezember | Dezember | Dezember | Dezember | Dezember | Dezember | Dezember |
| Kw       | Mo       | Di       | Mi       | Do       | Fr       | Sa       | So       |
| -------- | -------- | -------- | -------- | -------- | -------- | -------- | -------- |
| 49       |          |          | 1        | 2        | 3        | 4        | 5        |
| 50       | 6        | 7        | 8        | 9        | 10       | 11       | 12       |
| 51       | 13       | 14       | 15       | 16       | 17       | 18       | 19       |
| 52       | 20       | 21       | 22       | 23       | 24       | 25       | 26       |
| 53       | 27       | 28       | 29       | 30       | 31       |          |          |

## Ereignisse

### Politik und Weltgeschehen

#### Schweden

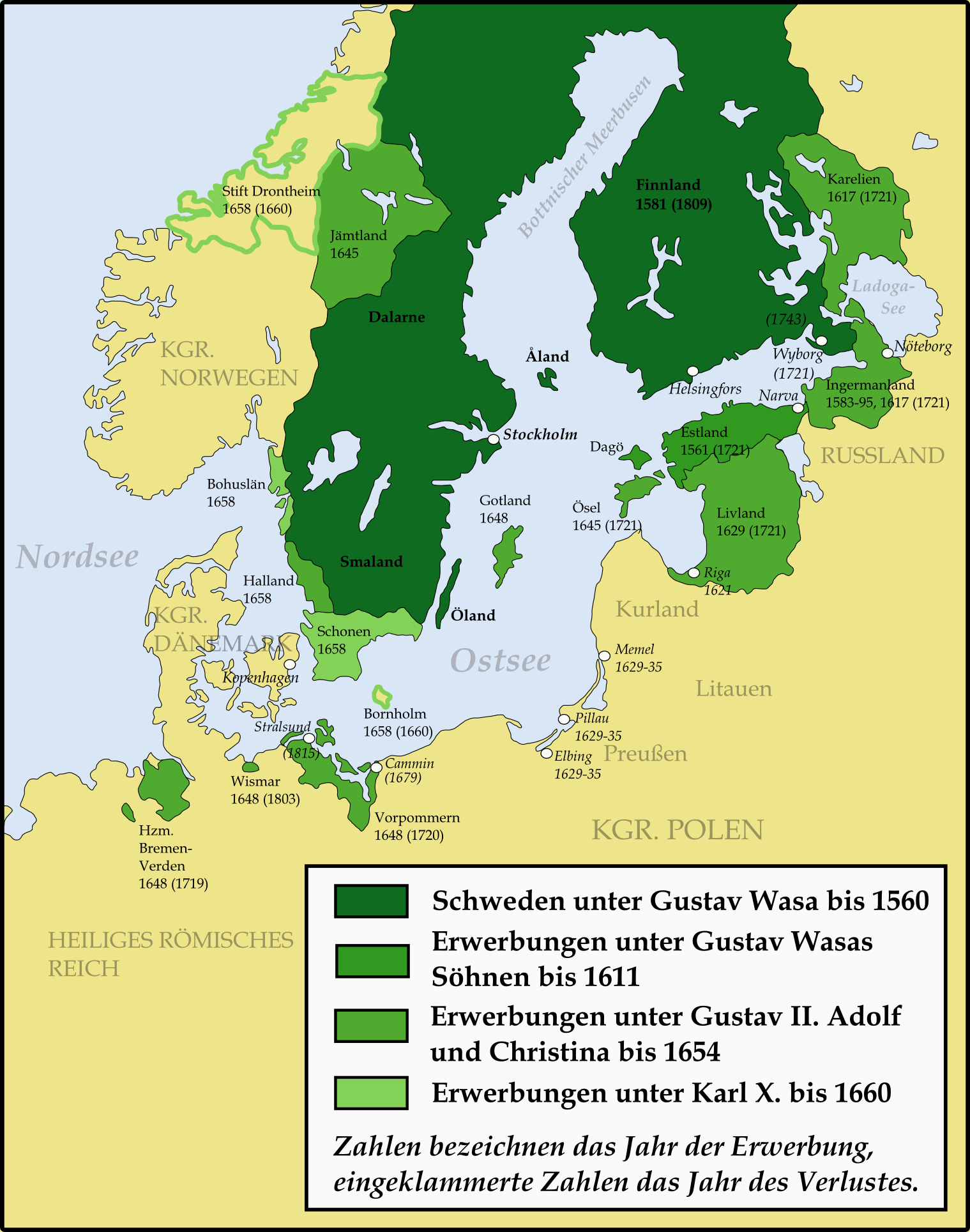
Entwicklung des schwedischen Imperiums bis 1660

- 13. Februar: König Karl X. Gustav von Schweden, gleichzeitig Herzog von Bremen-Verden, stirbt während des Ständereichstags in Göteborg. Ihm folgt sein Sohn Karl XI. auf den Thron. Seine Mutter Hedwig Eleonora von Schleswig-Holstein-Gottorf übt die Regentschaft für den Fünfjährigen aus.
- 3. Mai: Der Vertrag von Oliva (Friede zu Oliva) wird im Kloster Oliva zwischen Kaiser Leopold I., Kurfürst Friedrich Wilhelm von Brandenburg, König Karl XI. von Schweden (beziehungsweise dessen Vormund) und König Johann II. Kasimir von Polen-Litauen geschlossen. In diesem Vertrag zieht König Johann Kasimir seine Ansprüche auf die schwedische Krone zurück. Zugleich erkennt er die seit den 1620er Jahren bestehende schwedische Oberhoheit über Livland und Riga sowie die Souveränität des hohenzollernschen Herzogtums Preußen an. Die Vereinbarung hebt die 1656 geschlossenen Verträge von Königsberg, Marienburg und Labiau auf und bestätigt den 1657 geschlossenen Vertrag von Wehlau.
- 6. Juni: Schweden und Dänemark-Norwegen schließen den Frieden von Kopenhagen. Trondheim und Bornholm gehen zwei Jahre nach dem Frieden von Roskilde wieder von schwedischem in dänischen Besitz über.

#### England / Niederlande
- 8. Mai: In England proklamiert das Parlament Karl II. aus dem Haus Stuart zum König und beendet damit das Commonwealth of England.
- 29. Mai: In England wird mit dem Einzug von König Karl II. in London an seinem 30. Geburtstag die Monarchie wieder eingeführt.
- Die Republik der Vereinigten Niederlande schenkt König Karl II. von England 24 meist italienische Renaissancegemälde zur Verbesserung der Beziehung zwischen den beiden Ländern.  Das Holländische Geschenk wird in den nächsten Jahren zum Zankapfel zwischen den politischen Fraktionen der Niederlande.

#### Frankreich

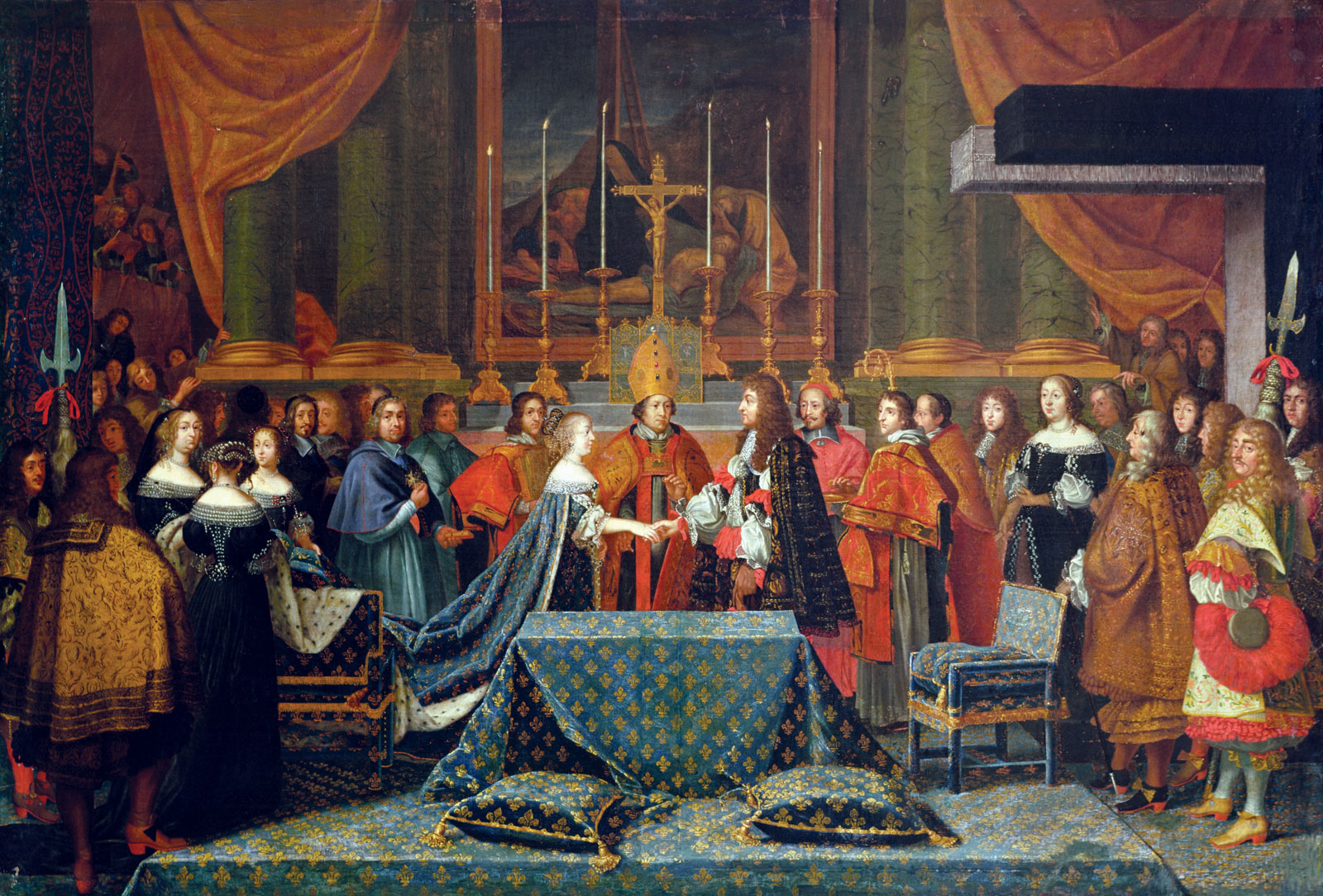
Die Hochzeit Ludwigs und Maria-Theresias

- 9. Juni: Frankreichs König Ludwig XIV. heiratet in Saint-Jean-de-Luz die Infantin Maria Teresa von Spanien. Die Heirat bekräftigt den im Vorjahr zwischen den beiden Ländern auf der Isla de los Faisanes geschlossenen Pyrenäenfrieden.

#### Weitere Ereignisse in Europa
- 18. Oktober: Die Stände huldigen dem dänisch-norwegischen König Friedrich III., der nach einem Reichstagsbeschluss nunmehr eine vererbbare absolutistische Herrschaft ausüben darf.

#### Amerikanische Kolonien
- 15. Juli: Der Erste Esopus-Krieg endet mit einem Friedensvertrag zwischen der niederländischen Kolonie Nieuw Nederland und dem Stamm der Esopus.

#### Südafrika

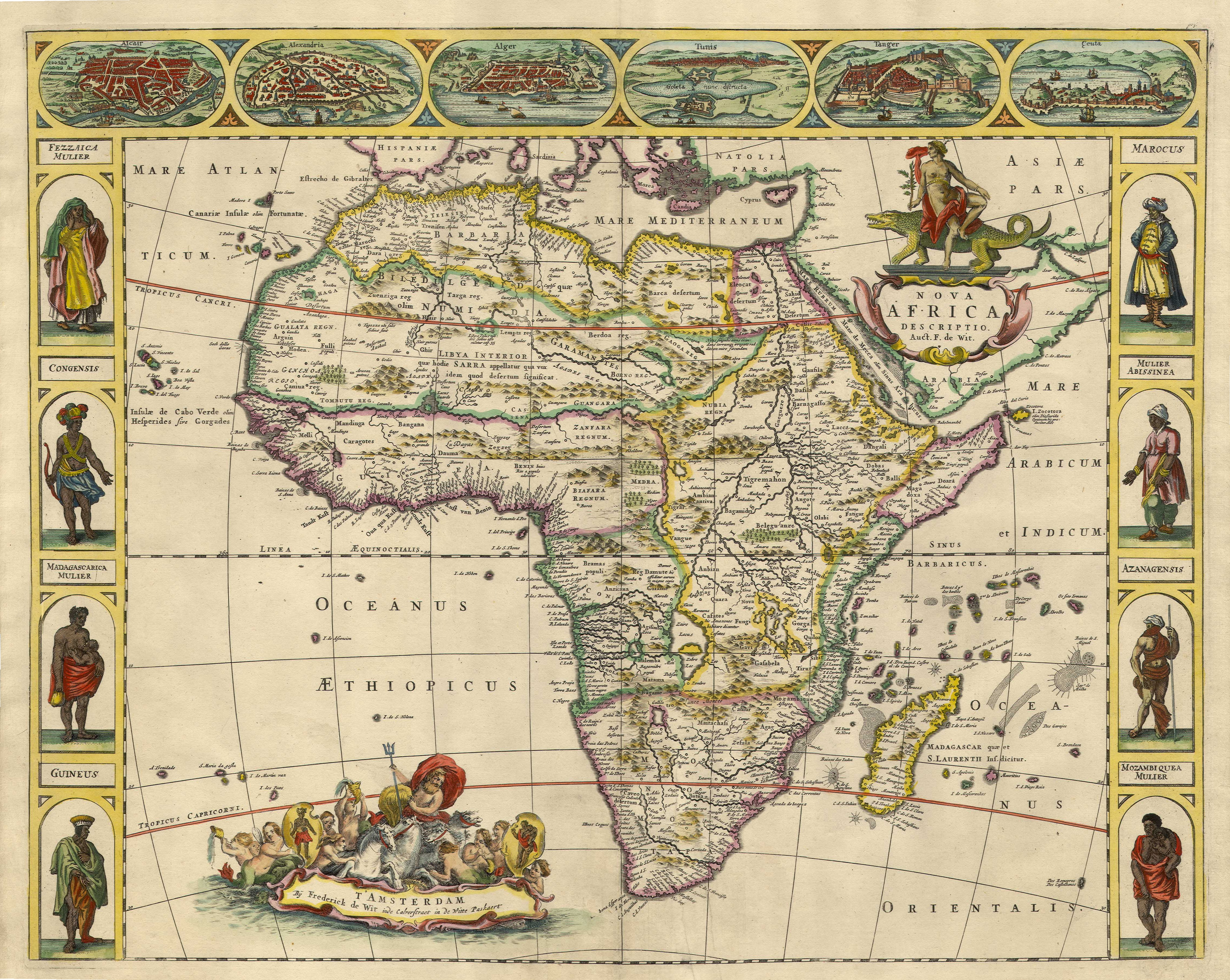
Afrika-Karte des Jahres 1660

- Niederländische Buren besiedeln Südafrika.

### Wirtschaft

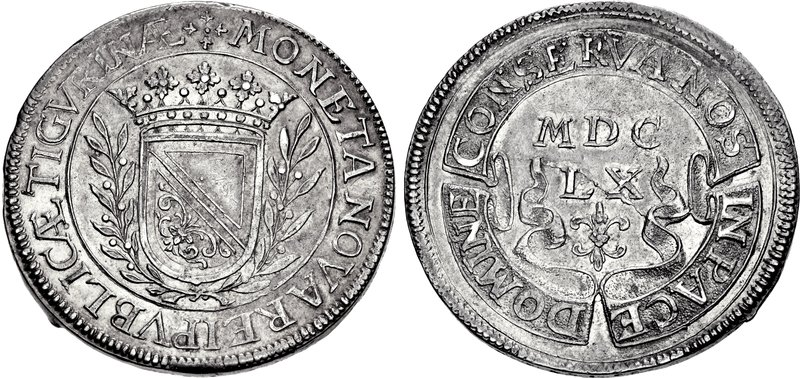
Wasertaler von 1660

Unter Bürgermeister Johann Heinrich Waser wird in Zürich der Wasertaler geprägt. Der Taler erregt den Unwillen der republikanischen Zürcher Bevölkerung, weil das Zürcher Wappen auf der Vorderseite der Münze bekrönt ist.

### Wissenschaft und Technik
- 28. November: Zwölf Gelehrte, unter ihnen Christopher Wren, William Petty, Robert Boyle und John Wilkins beschließen im Gresham College die Gründung einer wissenschaftlichen Gesellschaft, die spätere Royal Society in London.
- Der Klencke-Atlas, der zu diesem Zeitpunkt größte Atlas der Welt, wird fertiggestellt.
- Erstmalige Voraussage eines Sturmes durch Otto von Guericke mittels eines Barometers

### Kultur
- Veröffentlichung der Gedichtsammlung Die Geharnschte Venus von Kaspar von Stieler
- Der Londoner Lustgarten Vauxhall Gardens wird eröffnet.
- um 1660: Die Historia der Geburt Christi von Heinrich Schütz wird in Dresden erstmals aufgeführt.

### Gesellschaft

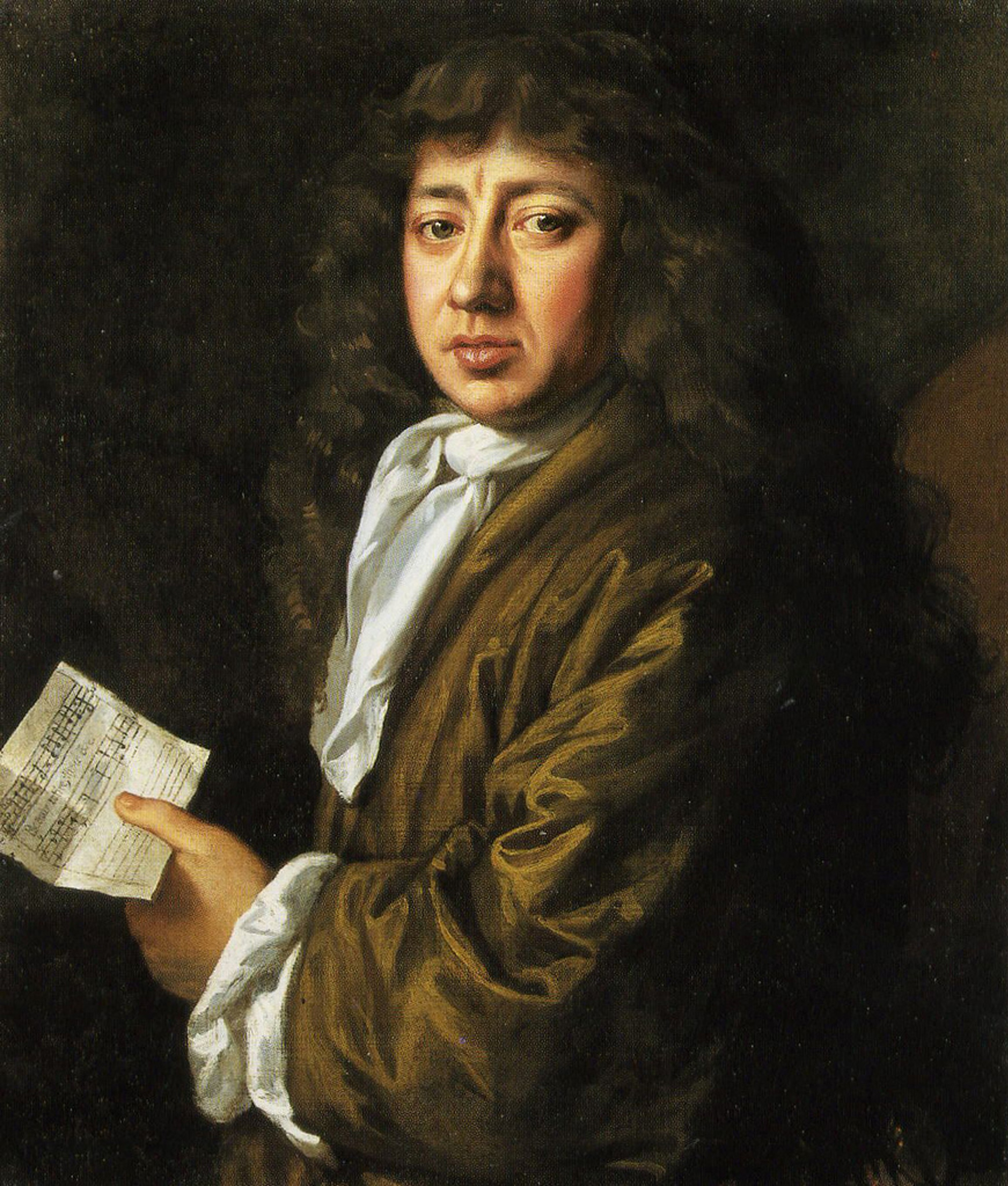
Samuel Pepys (1666); Gemälde von John Hayls; National Portrait Gallery (London)

- 1. Januar: Samuel Pepys macht die erste Eintragung in sein geheimes Tagebuch, das er bis zum 31. Mai 1669 führen wird.

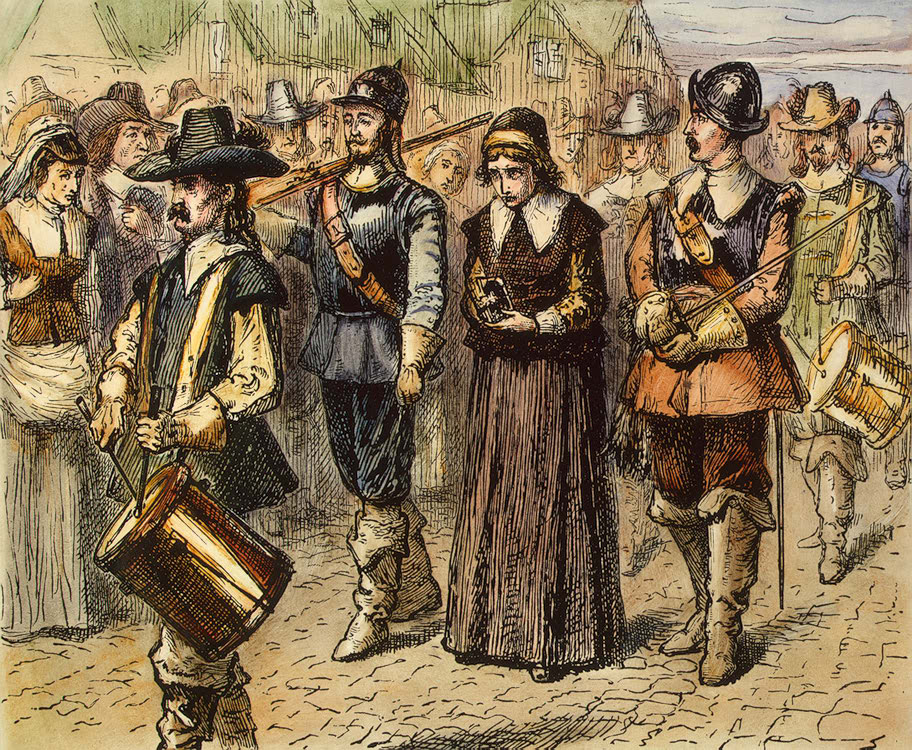
Mary Dyers Hinrichtung

- 31. Mai: Die Quäkerin Mary Dyer wird in Boston zum zweiten Mal zum Tode verurteilt, weil sie die Stadt betreten hat, um gegen die Verbannung der Quäker zu protestieren. Am folgenden Tag wird sie gehängt.
- Der Granary Burying Ground, der drittälteste Friedhof Bostons, wird seiner Bestimmung übergeben.

## Historische Karten und Ansichten

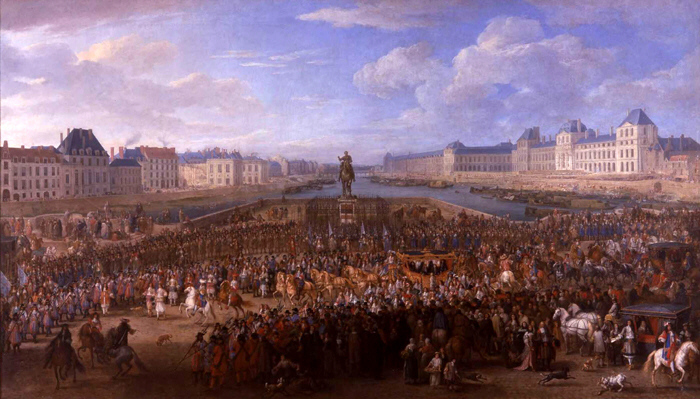
Ludwig XIV. in Paris (1660)

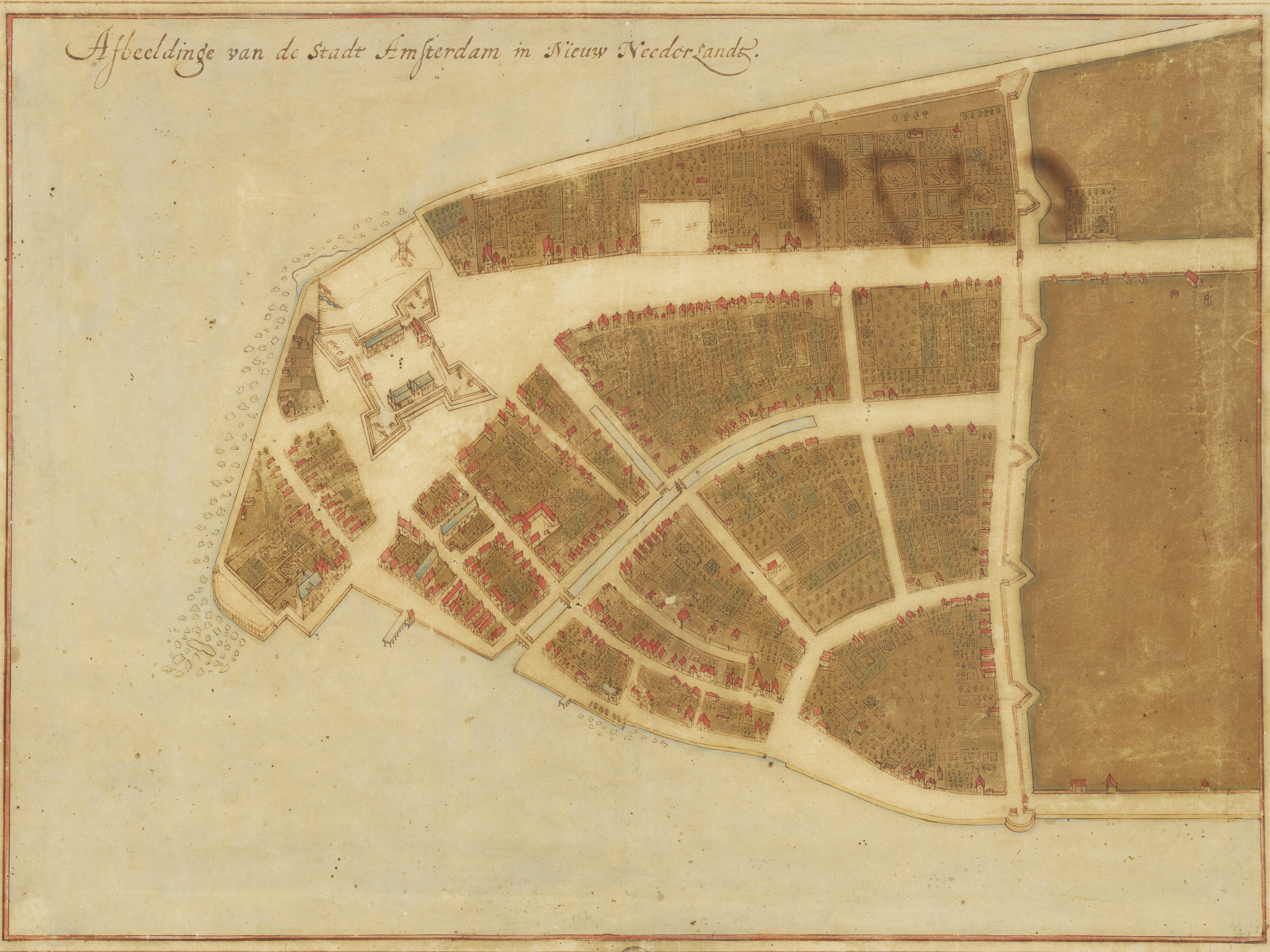
Nieuw Amsterdam 1660

## Geboren

### Geburtsdatum gesichert
- 19. Februar: Friedrich Hoffmann, Medizinprofessor in Halle an der Saale († 1742)
- 20. Februar: Leonhard Dientzenhofer, deutscher Baumeister und Architekt († 1707)
- 25. März: Samuel Crell, deutscher Prediger († 1747)
- 28. März: Arnold Houbraken, niederländischer Maler und Kunstschriftsteller († 1719)
- 01. April: Franz Beer, österreichischer Architekt und Baumeister († 1726)
- 06. April: Johann Kuhnau, deutscher Komponist des Barock († 1722)
- 19. April: Sebastián Durón, spanischer Organist und Komponist († 1716)
- 24. April: Cornelis Dusart, holländischer Maler († 1704)
- 02. Mai: Alessandro Scarlatti, Komponist des Barock, Vater von Domenico Scarlatti († 1725)
- 11. Mai: Johann Rudolf Byss, Schweizer Maler († 1738)
- 29. Mai: Sarah Churchill, Duchess of Marlborough, Jugendfreundin und enge Vertraute der Königin Anne und die Ehefrau John Churchills († 1744)

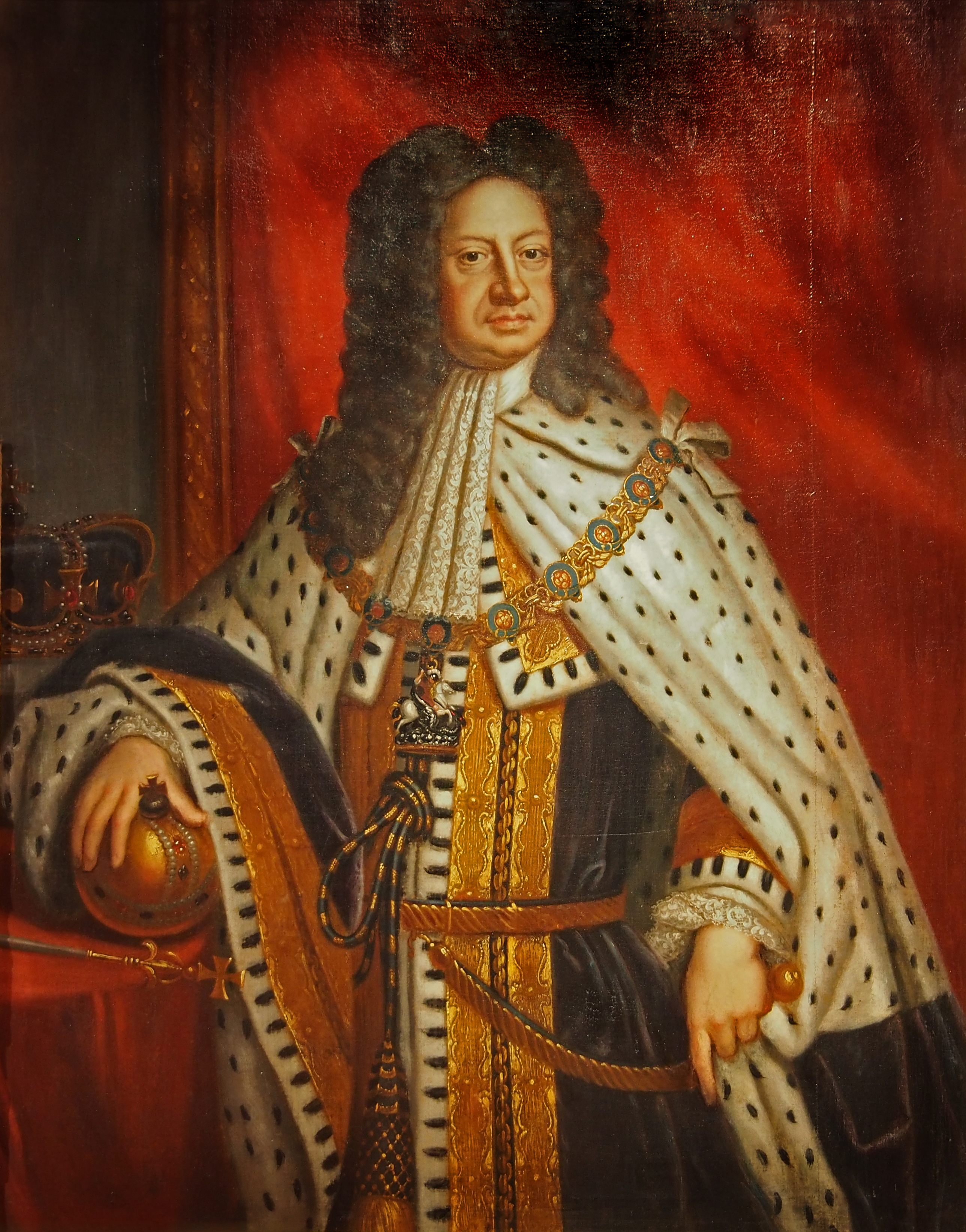
George I.

- 07. Juni: Georg I., Herzog zu Braunschweig und Lüneburg und Kurfürst von Hannover sowie Erzbannerträger und Erzschatzmeister des Heiligen Römischen Reiches, König von Großbritannien und Irland, Titularkönig von Frankreich († 1727)
- 09. Juni: Ludwig Anton von Pfalz-Neuburg, Bischof von Worms († 1694)
- 25. Juni: Johann Paul Hebenstreit, deutscher Moralphilosoph und lutherischer Theologe († 1718)
- 16. Juli: Jakob Prandtauer, österreichischer Architekt († 1726)
- 24. Juli: Charles Talbot Shrewsbury, britischer Politiker († 1718)
- 20. September: Ernst Friedrich Meurer, deutscher Beamter und Jurist († 1722)
- 25. September: Woldemar Freiherr von Löwendal, dänisch-norwegischer Adliger und kursächsischer Oberhofmarschall († 1740)
- 29. September: Georg Wilhelm I. von Liegnitz-Brieg-Wohlau,  letzter legitimer männlicher Nachkomme aus dem Geschlecht der Schlesischen Piasten († 1675)
- 22. November: Franz Karl von Auersperg, Fürst von Auersperg, Herzog von Münsterberg und kaiserlicher General († 1713)
- 28. November: Maria Anna von Bayern, Schwiegertochter Ludwigs XIV. († 1690)
- 30. November: Victor-Marie d’Estrées, Marschall, Vizeadmiral und Pair von Frankreich († 1737)

### Genaues Geburtsdatum unbekannt

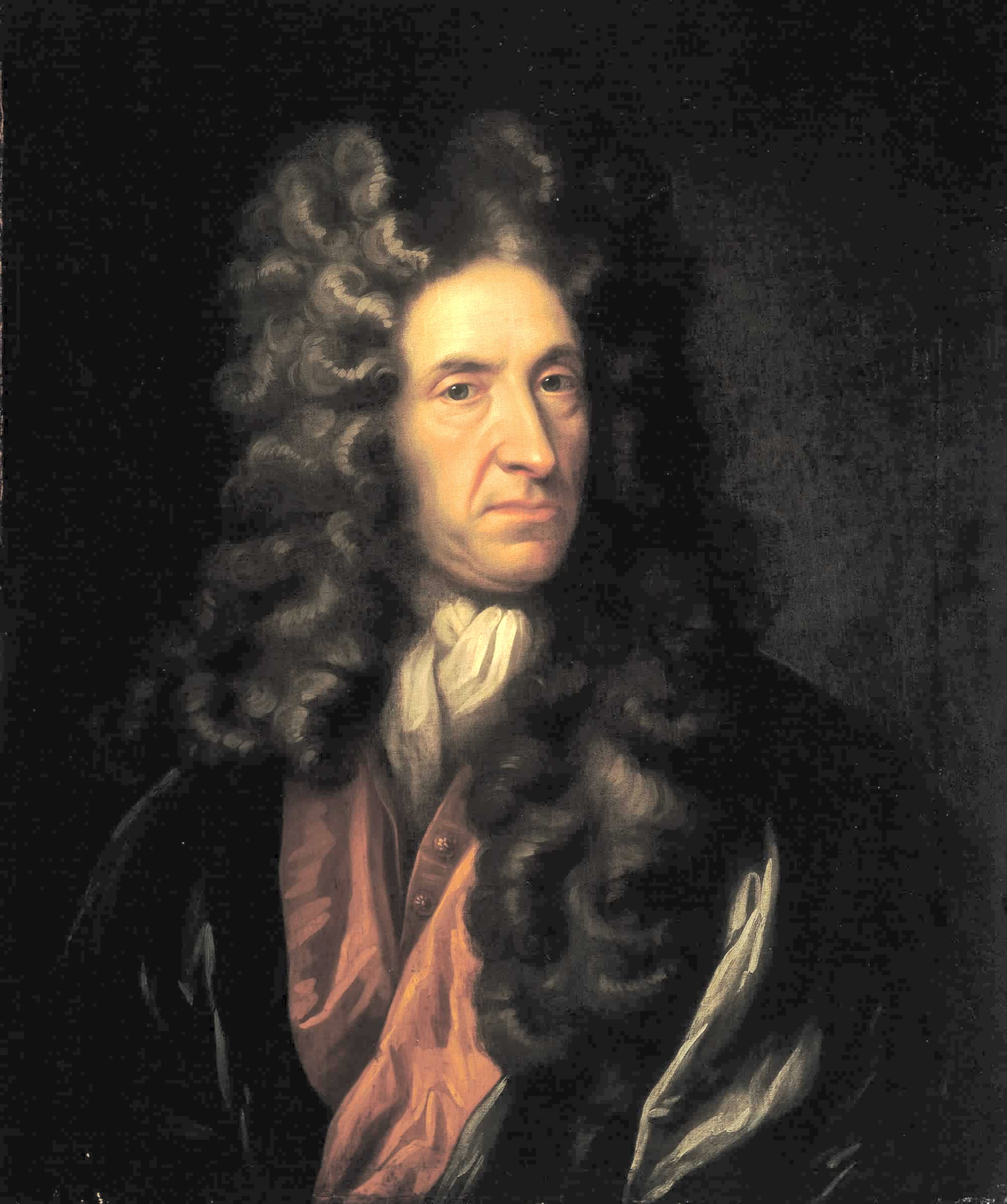
Daniel Defoe

- Daniel Defoe, englischer Schriftsteller († 1731)
- Giovanni Pietro della Torre, königl. Prager Hofsteinmetzmeister († 1711)
- Johann Joseph Fux, österreichischer Komponist († 1741)
- Francesco Antonio Tullio, italienischer Librettist († 1737)

### Geboren um 1660
- 1659 oder 1660: Andreas Schlüter, preußischer Architekt und Bildhauer († 1714)

## Gestorben

### Erstes Halbjahr
- 14. Januar: Thomas Welles, englischer Politiker, Gouverneur der Colony of Connecticut (* um 1598)
- 02. Februar: Govaert Flinck, niederländischer Maler (* 1615)
- 02. Februar: Gaston de Bourbon, Herzog von Orléans (* 1608)
- 06. Februar: Martin de Redin, Großmeister des Malteserordens (* 1590)
- 10. Februar (begraben): Judith Leyster, niederländische Malerin des Barock (* 1609)
- 13. Februar: Karl X. Gustav, König von Schweden (* 1622)
- 19. Februar: William Douglas, 1. Marquess of Douglas, schottischer Adliger (* 1589)
- 31. März: Johann von Reuschenberg, bayrischer, später kaiserlicher Feldherr und Diplomat (* 1603)
- 04. April: Enno Ludwig, Fürst von Ostfriesland (* 1632)
- 06. April: Michelangelo Cerquozzi, italienischer Maler (* 1602)
- 18. April: Susanna Lorántffy, Ehefrau des siebenbürgischen Fürsten Georg I. Rákóczi, Förderin der Reformation und Wohltäterin (* um 1600)
- 20. April: Anna Elisabeth, Prinzessin von Anhalt-Dessau und Gräfin von Bentheim-Steinfurt (* 1598)

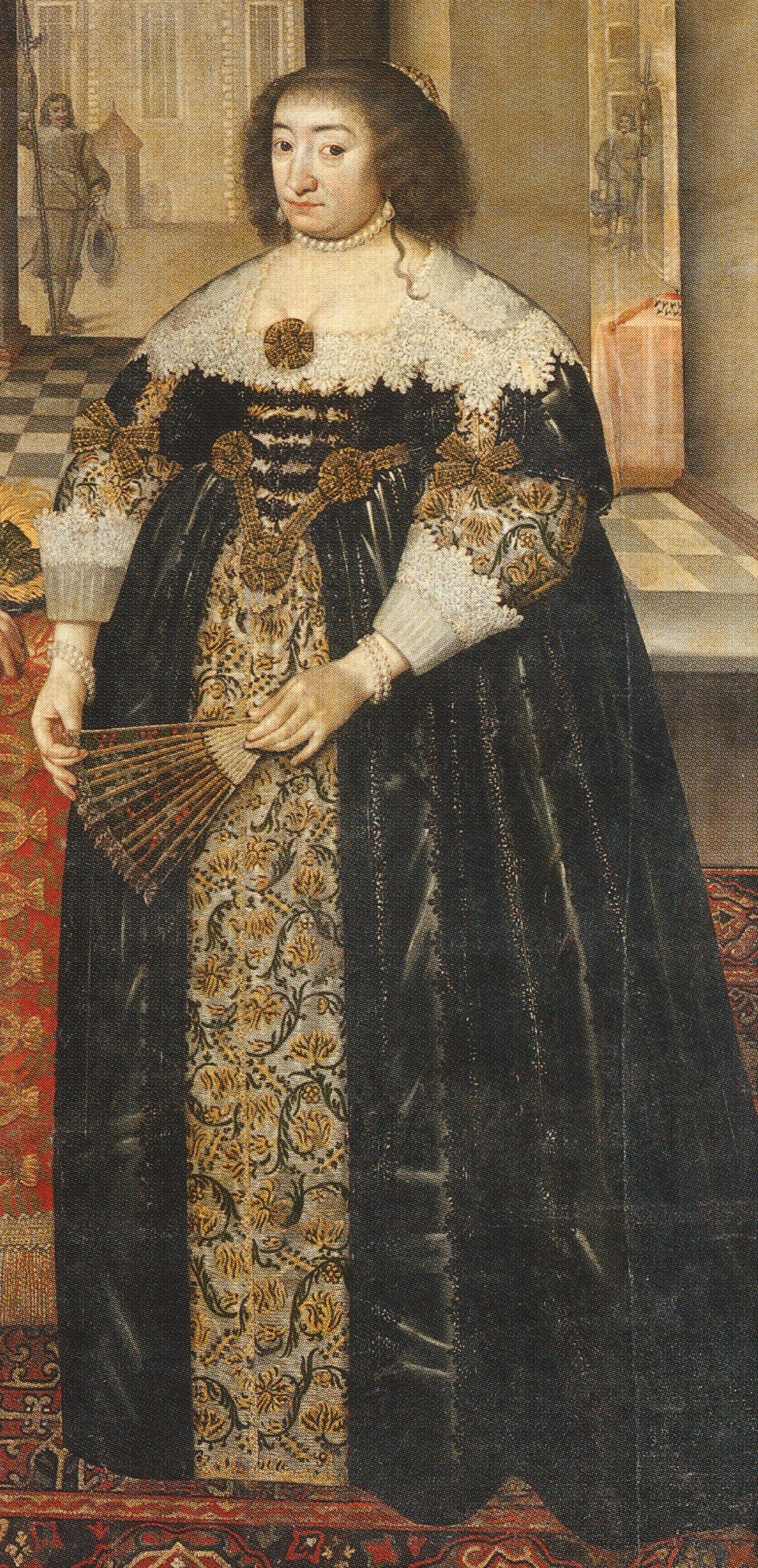
Elisabeth Charlotte von der Pfalz, Kurfürstin von Brandenburg

- 26. April: Elisabeth Charlotte von der Pfalz, Kurfürstin von Brandenburg (* 1597)
- 27. April: Johann Rudolf Stucki, Schweizer evangelischer Geistlicher und Hochschullehrer (* 1596)
- 11. Mai: Christoph Althofer, deutscher lutherischer Theologe (* 1606)
- 12. Mai: Hans Friedrich von Knoch, deutscher Soldat und Mitglied der Fruchtbringenden Gesellschaft (* 1603)
- 29. Mai: Frans van Schooten, niederländischer Mathematiker (* 1615)
- 01. Juni: Mary Dyer, englische Quäkerin (* um 1611)
- 02. Juni: Annet de Clermont-Gessant, Großmeister des Malteserordens (* 1587)
- 02. Juni: Gesche Köllers, Opfer der Hexenverfolgungen in Loccum (* um 1620)
- 07. Juni: Georg II. Rákóczi, Fürst von Siebenbürgen (* 1621)
- 30. Juni: William Oughtred, englischer Mathematiker (* 1574)

### Zweites Halbjahr
- 02. Juli: Francesco Maffei, italienischer Maler (* um 1600)
- 07. Juli: Anna von Croÿ, geborene Herzogin von Pommern, letzte Angehörige des Greifengeschlechts (* 1590)
- 25. Juli: Johann Praetorius, deutscher Komponist und Organist (* 1595)
- 27. Juli: Gerhard Coccejus, Bremer Ratsherr und Professor der Rechte (* 1601)
- 27. Juli: Giovanni Battista Vanni, italienischer Maler und Radierer (* 1599)
- 04. August: Johann Born, deutscher Rechtswissenschaftler (* 1600)

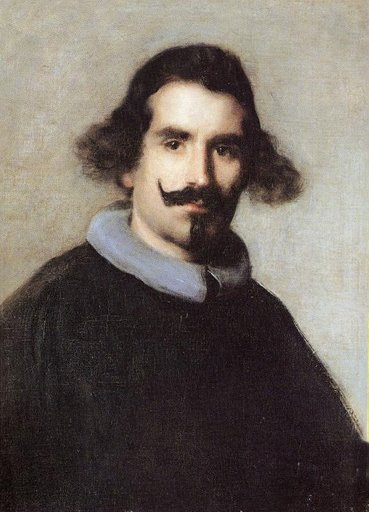
Diego Velázquez

- 06. August: Diego Velázquez, spanischer Maler (* 1599)
- 07. August: Johann IV., Graf von Rietberg (* 1618)
- 14. August: Maria Gonzaga, Prinzessin von Mantua, Regentin von Mantua, Montferrat, Nevers und Rethel (1637–1647) (* 1609)
- 08. September: Daniel Czepko, deutscher Dichter (* 1605)
- 12. September: Jacob Cats, niederländischer Dichter und Politiker (* 1577)
- 15. September: Johann Kasimir, Fürst von Anhalt-Dessau (* 1596)
- 16. September: Hans XIV. von Rochow, deutscher Gutsherr und Kompanieführer des ersten stehenden Heeres der Mark Brandenburg (* 1596)
- 22. September: Pieter de Ring, niederländischer Maler (* 1615/20)
- 27. September: Vinzenz von Paul, Priester, gilt als Begründer der neuzeitlichen Caritas (* 1581)
- 04. Oktober: Francesco Albani, italienischer Maler (* 1578)
- 07. Oktober: Paul Scarron, französischer Schriftsteller (* 1610)
- 15. Oktober: John Carew, englischer Politiker (* 1622)
- 21. Oktober: James Nayler, englischer Quäker (* 1618)
- 24. Oktober: William Seymour, 2. Duke of Somerset, englischer Adliger (* 1588)
- 05. November: Alexandre de Rhodes, französischer Jesuit und Missionar (* 1591)
- 12. November: Antonius Aemilius, deutscher Historiker und Philosoph (* 1589)
- 16. November: Henriette von Lothringen, Fürstin von Pfalzburg und Lixheim (* 1611)
- 30. November: Franz Karl von Sachsen-Lauenburg, General im Dreißigjährigen Krieg (* 1594)
- 03. Dezember: Jacques Sarazin, französischer Bildhauer (* 1592)
- 15. Dezember: Martino Longhi der Jüngere, italienischer Architekt (* 1602)
- 21. Dezember: William Stone, englischer Kolonialgouverneur von Maryland (* um 1603)
- 24. Dezember: Maria Henrietta Stuart, Prinzessin von Oranien und Gräfin von Nassau (* 1631)
- 31. Dezember: Johann Bellin, deutscher Grammatiker (* 1618)

### Genaues Todesdatum unbekannt

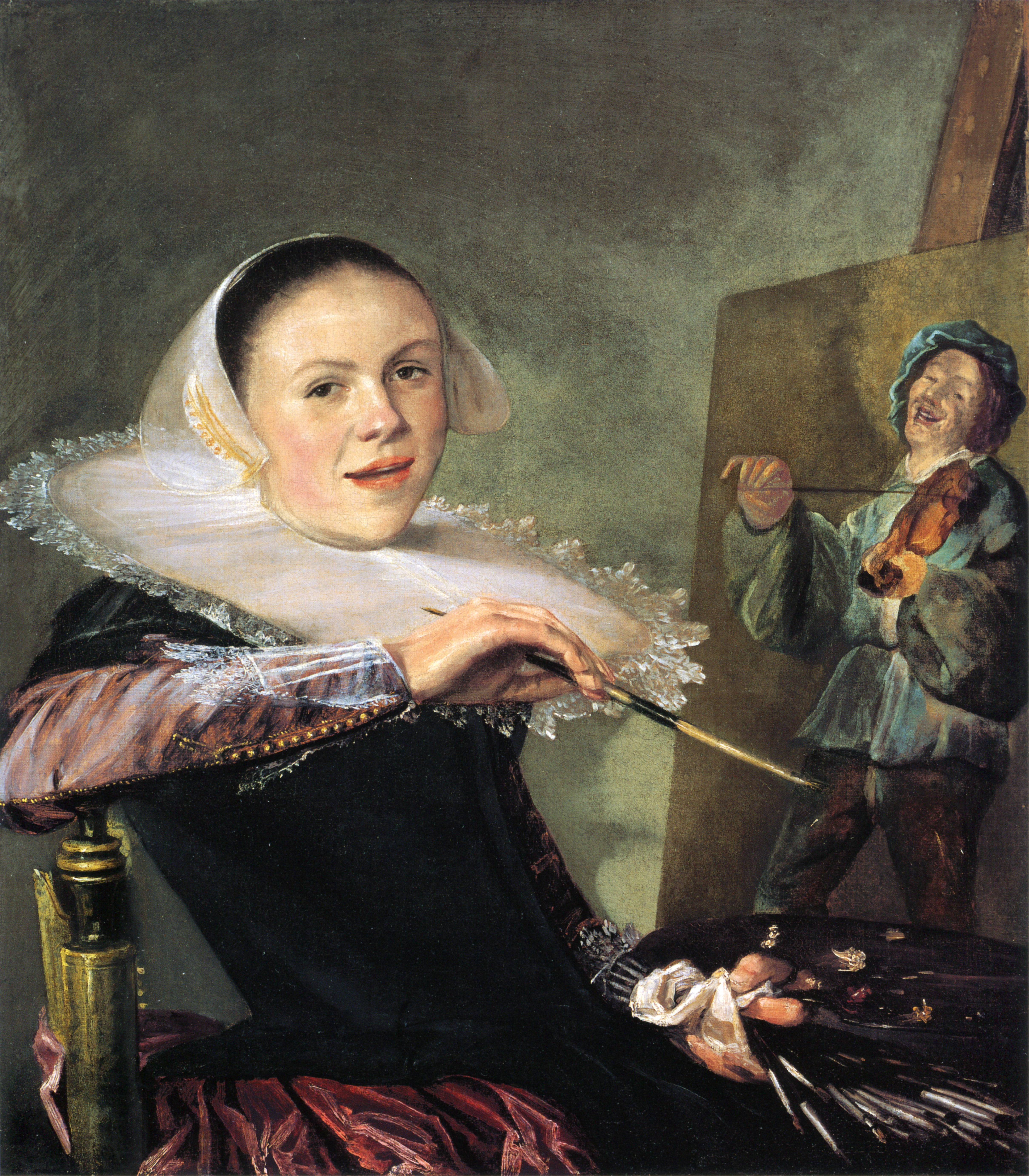
Judith Leyster

- Siegmund von der Marwitz, brandenburgischer Hofbeamter (* um 1586)
- Francis Newman, englischer Kolonist und Gouverneur der New Haven Colony
- Thomas Urquhart, schottischer Dichter und Übersetzer (* 1611)